# تونی گوروپک
تونی گوروپک (انگلیسی: Toni Gorupec؛ زادهٔ ۴ ژوئیهٔ ۱۹۹۳) بازیکن فوتبال اهل کرواسی است.
از باشگاه‌هایی که در آن بازی کرده‌است می‌توان به باشگاه فوتبال دینامو زاگرب، باشگاه فوتبال لوکوموتیو زاگرب، باشگاه فوتبال ویتوریا ستوبال، و باشگاه فوتبال آسترا جورجو اشاره کرد.
وی همچنین در تیم‌های ملی فوتبال زیر ۱۷ سال، زیر ۱۹ سال، زیر ۲۰ سال، و زیر ۲۱ سال کرواسی بازی کرده‌است.